# (11268) Spassky
Pour les articles homonymes, voir Spassky.
(11268) Spassky est un astéroïde de la ceinture principale.

## Description
(11268) Spassky est un astéroïde de la ceinture principale. Il fut découvert le 22 octobre 1985 à Naoutchnyï par Lioudmila Jouravliova. Il présente une orbite caractérisée par un demi-grand axe de 2,42 UA, une excentricité de 0,20 et une inclinaison de 4,1° par rapport à l'écliptique.

## Compléments